# Mychael Danna
Mychael Danna (ur. 20 września 1958 w Winnipeg) – kanadyjski kompozytor muzyki filmowej.
Zdobywca Złotego Globu i Oscara za najlepszą oryginalną muzykę do filmu Życie Pi. Zdobywca nagrody Emmy w kategorii Outstanding Music Composition for a Miniseries, Movie, or a Special za muzykę do miniserialu World Without End.